# Coquillettomyia
Coquillettomyia är ett släkte av tvåvingar. Coquillettomyia ingår i familjen gallmyggor.

## Dottertaxa tillCoquillettomyia, i alfabetisk ordning[1]
- Coquillettomyia bidens
- Coquillettomyia bidenticulata
- Coquillettomyia bulbiformis
- Coquillettomyia caricis
- Coquillettomyia clara
- Coquillettomyia combinata
- Coquillettomyia dentata
- Coquillettomyia divergens
- Coquillettomyia elongata
- Coquillettomyia extensa
- Coquillettomyia fungivora
- Coquillettomyia hyppocrepica
- Coquillettomyia indica
- Coquillettomyia inflata
- Coquillettomyia karilensis
- Coquillettomyia knabi
- Coquillettomyia kurilensis
- Coquillettomyia labiata
- Coquillettomyia lobata
- Coquillettomyia longicurvatus
- Coquillettomyia lunata
- Coquillettomyia mediospina
- Coquillettomyia mirifica
- Coquillettomyia nigricornis
- Coquillettomyia obliqua
- Coquillettomyia photophila
- Coquillettomyia primorskii
- Coquillettomyia rara
- Coquillettomyia regionalis
- Coquillettomyia serratospina
- Coquillettomyia spinosa
- Coquillettomyia texana
- Coquillettomyia triradiata
- Coquillettomyia truncata
- Coquillettomyia umida
- Coquillettomyia uvae